# Шилерова награда на Цюрихската кантонална банка
„Литературната Шилерова награда на Цюрихската кантонална банка“ (на немски: Schillerpreis der Zürcher Kantonalbank) е учредена през 1979 г. и се присъжда ежегодно от Цюрихската кантонална банка по искане на Швейцарската фондация „Шилер“.
С отличието се удостояват автори от стопанската област Цюрих, „които с творбите си обогатяват и формират швейцарската литературна сцена“.
През 1999 г. стойността на наградата е повишена на 10 000 швейцарски франка (ок. 9000 €).
След 2010 г. лауреатът на наградата получава допълнително скулптурата „Held Anti Held“ на цюрихския художник Макс Грютер.

## Носители на наградата (подбор)
- Валтер Матиас Дигелман (1979)
- Хуго Льочер (1985)
- Юрг Федершпил (1986)
- Ерика Буркарт (1995)
- Илма Ракуза (1998)
- Ален Клод Зулцер (1999)
- Гертруд Лойтенегер (2009)
- Петер Щам (2017)